# Brachionus caudatus.
Brachionus caudatus. är en hjuldjursart som beskrevs av Barrois och Daday 1894. Brachionus caudatus. ingår i släktet Brachionus och familjen Brachionidae. Inga underarter finns listade i Catalogue of Life.